# Třída Victory
Třída Victory je třída korvet singapurského námořnictva. Skládá se ze šesti jednotek – Victory, Valour, Vigilance, Valiant, Vigour a Vengeance. Korvety jsou stále v aktivníslužbě a tvoří 188. eskadru námořnictva Singapuru.

## Stavba

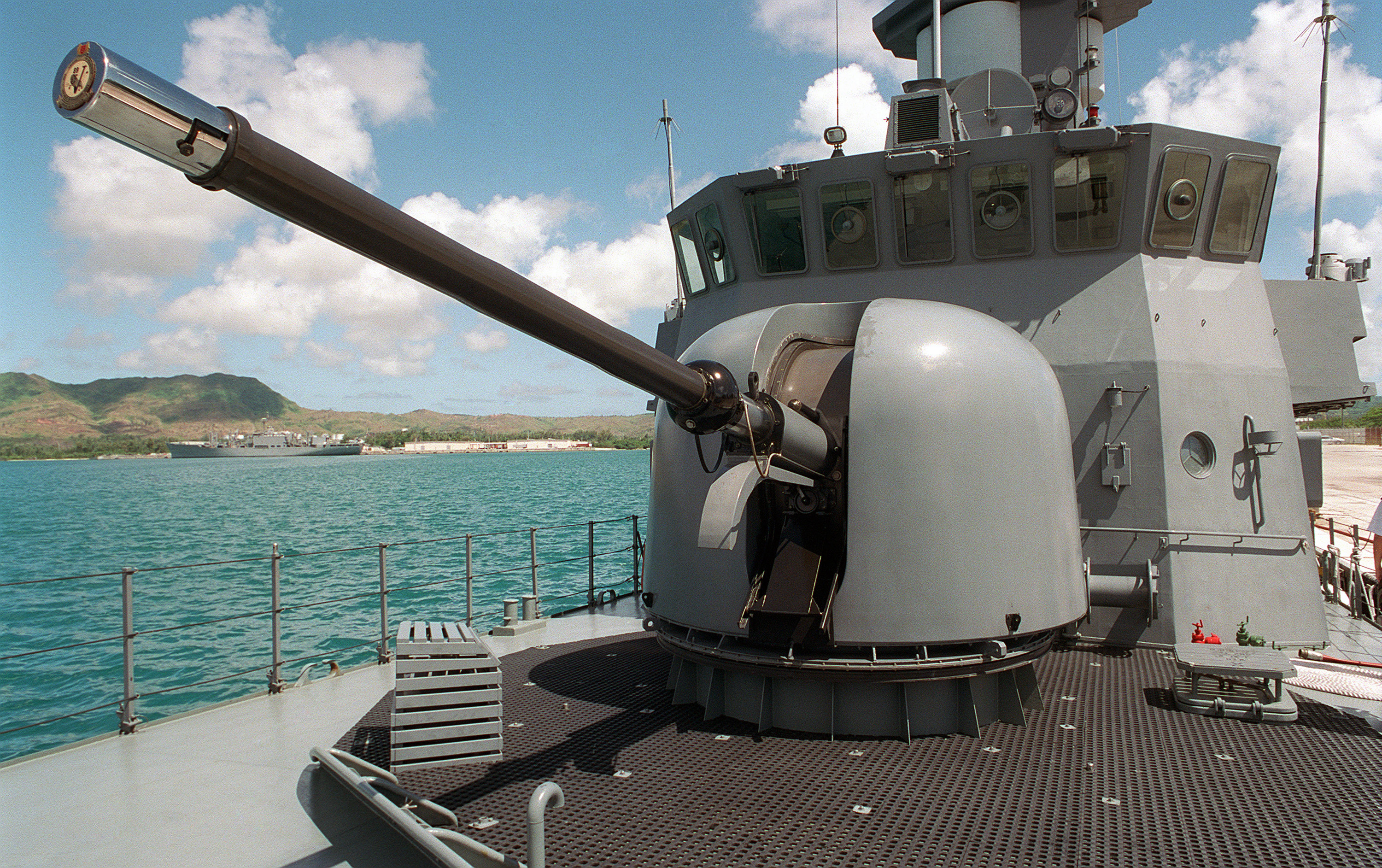
76mm kanón jednotky Valour

Projekt těchto korvet byl objednán v roce 1983 u německé loděnice Lürssen. Konstrukce přitom vycházela z projektu MGB 62, objednaného dříve Bahrajnem a Spojenými arabskými emiráty. První jednotku postavila loděnice Lürssen, zatímco zbylých pět postavila singapurská loděnice Singapore Shipbuilding & Engineering. První tři jednotky vstoupily do služby 18. srpna 1990 a druhé tři 25. května 1991.

## Konstrukce

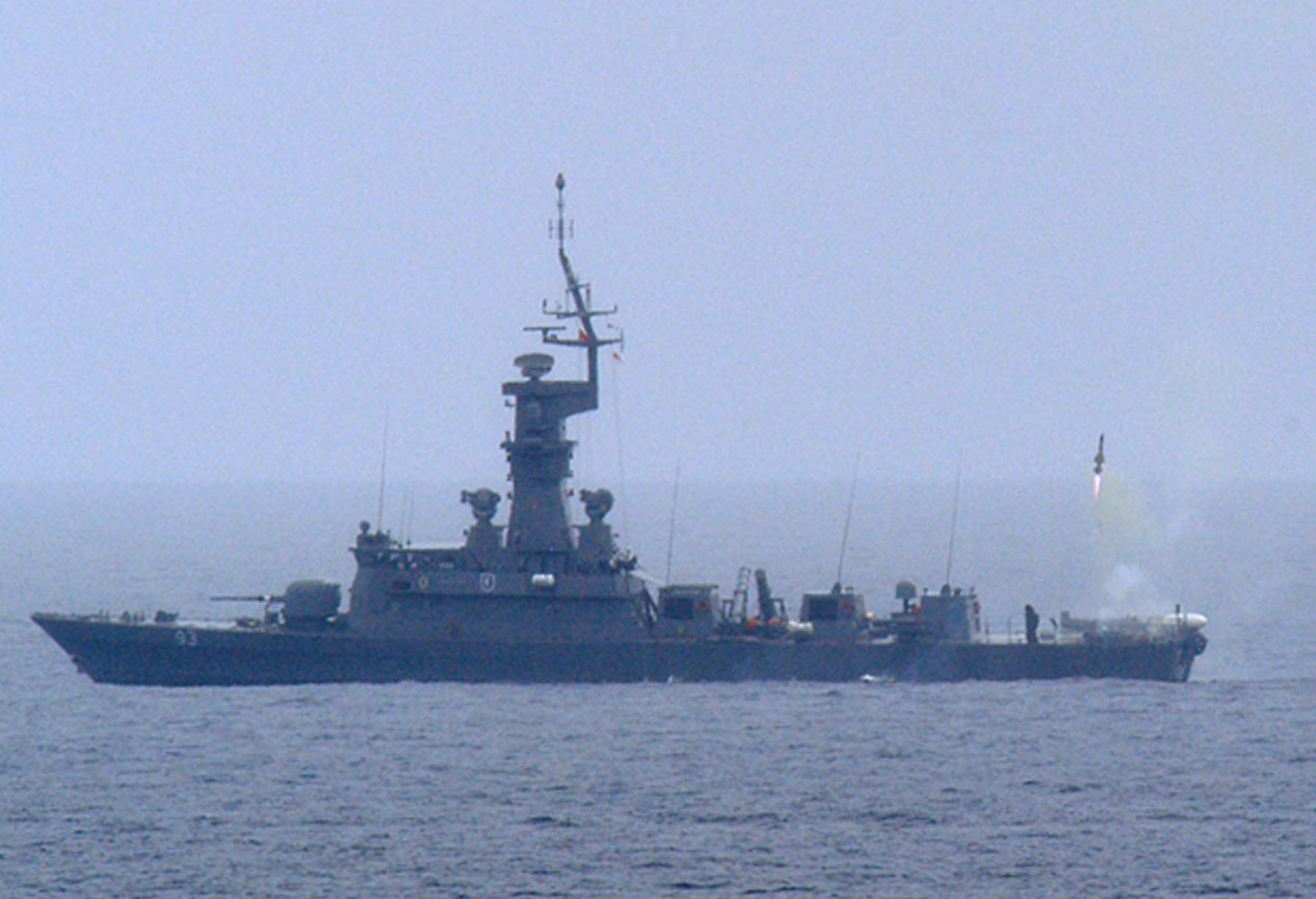
Korveta Vengeance vypouští dvojici střel Barak I

Pro vzhled lodí je typický masivní hlavní stožár, který ale nepříznivě ovlivňuje stabilitu lodí. Částečným řešením se ukázala být dodatečná instalace systému příčné stabilizace lodi. Hlavňovou výzbroj tvoří jeden 76mm kanón OTO Melara Super Rapide v dělové věži na přídi. Za nástavbou se nachází dva čtyřnásobné kontejnery protilodních střel Boeing Harpoon a dále též dva trojité 324mm protiponorkové torpédomety B 515 pro lehká protiponorková torpéda EuroTorp A244/S. Na zádi byla při modernizaci instalována dvě osminásobná vertikální vypouštěcí sila izraelských protiletadlových řízených střel Barak 1 o dosahu 10 km.

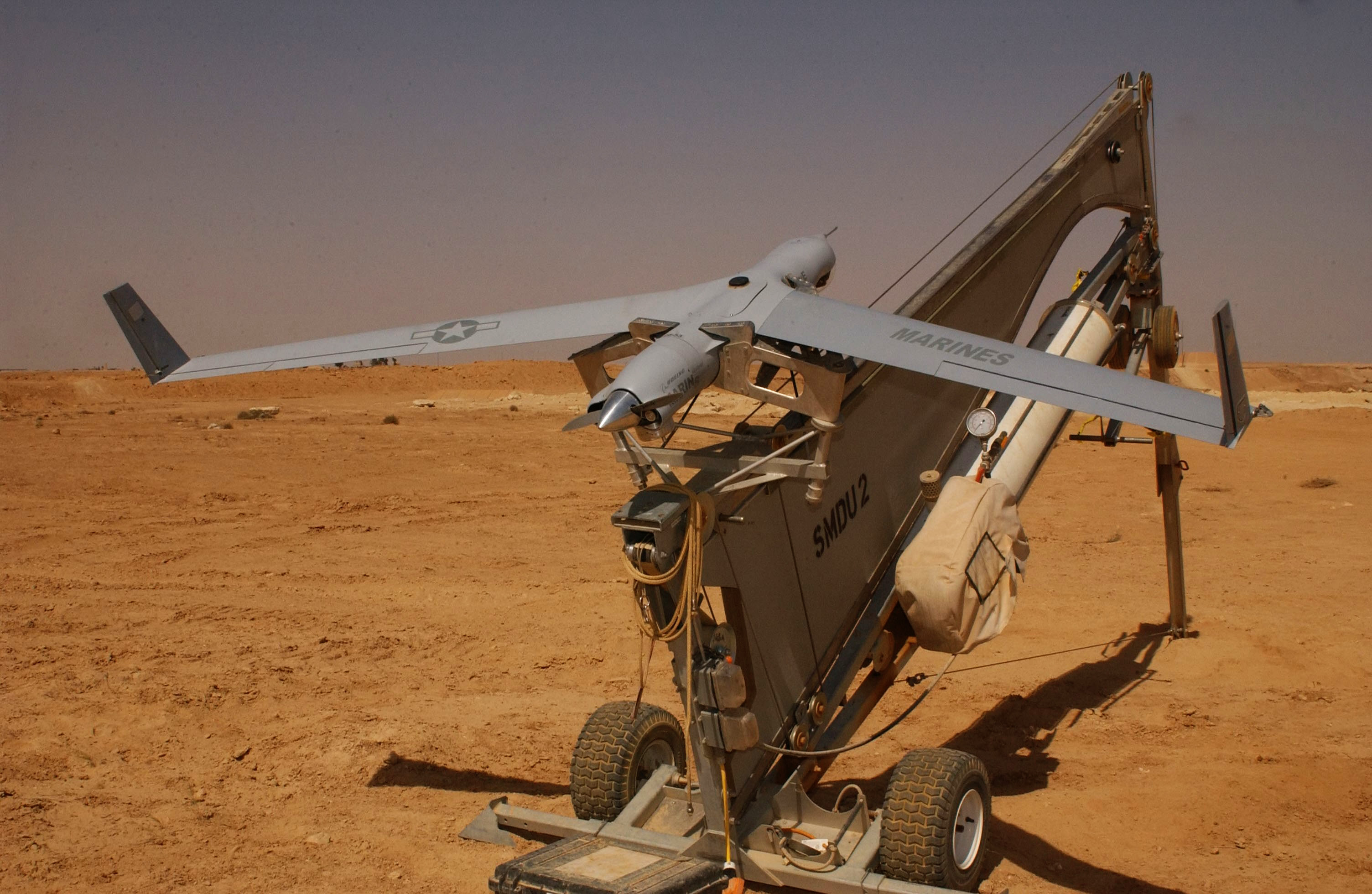
Bezpilotní letoun ScanEagle na pozemním katapultu

Od roku 2009 běží nový program modernizace celé třídy, jehož hlavními cíli je zlepšení průzkumných a komunikačních systémů třídy Victory. Dochází přitom k unifikaci vybavení s fregatami třídy Formidable. Plavidla dostávají nový 3D radar Giraffe AMB, systémy pro vedení elektronického boje a vrhače klamných cílů. Dochází rovněž k integraci nových datalinků. Neobvyklé je vybavení plavidel bezpilotními průzkumnými prostředky ScanEagle s dosahem až 100 km. Naopak demontovány byly všechny protiponorkové torpédomety.
Pohonný systém tvoří čtyři diesely MTU 16V 538 TB 92 o výkonu 11 200 kW. Lodní šrouby jsou čtyři. Korvety dosahují rychlosti až 35 uzlů.